# Lago Nansen
El lago Nansen es un lago en la Argentina. Se encuentra ubicado en el departamento Río Chico, en el centro-norte de la provincia de Santa Cruz, Patagonia. Se ubica completamente dentro del Parque Nacional Perito Moreno.

## Geografía
Se encuentra en el Parque Nacional Perito Moreno, y es de difícil acceso. Se presenta en forma de una estrella con tres ramas con tres extremos se encuentran al norte-oeste, norte-este y sur. A través de su extremo noreste, recibe las aguas del lago Azara. El lago está rodeado de montañas cubiertas de nieve a menudo caen abruptamente en sus aguas. Forma parte de la cuenca del río Pascua que desemboca en el océano Pacífico, en territorio chileno.
El lago es parte de una cadena de lagos glaciares andinos. Sus aguas fluyen a través del extremo sur del brazo sur del río Carrera que desemboca en el río Mayer poco antes de cruzar la frontera con Chile. Del otro lado de la frontera, el Mayer se une a un brazo del lago O'Higgins/San Martín. Finalmente las aguas de esta cadena fluyen al río Pascua.
El clima es húmedo y frío, exacerbado por la altitud. El clima está influenciado por el anticiclón del Pacífico Sur, que es responsable de traer la humedad. Se extiende cerca de la costa el bosque andino, que consiste principalmente de lenga (Nothofagus pumilio) y de ñire (Nothofagus antarctica).
El brazo norte del Lago Nansen recibe las aguas del Lago Azara a través de un emisario corto a lo largo de menos de 1,5 km. El lago Azara recibe las aguas del lago Belgrano y por lo tanto toda la cadena de lagos aguas arriba de este último.
En su extremo oeste, el lago también recibe un afluente pequeño enviado desde el lago del Volcán, ubicado a menos de 500 metros al oeste, hacia la frontera con Chile. Por último, el lago recoge las aguas de una serie de ríos pequeños y medianos, por debajo de las montañas que la rodean.